# Pycreus malangensis
Pycreus malangensis är en halvgräsart som beskrevs av Meneses. Pycreus malangensis ingår i släktet Pycreus och familjen halvgräs.
Artens utbredningsområde är Angola. Inga underarter finns listade i Catalogue of Life.